# 919 (numero)
Novecentodiciannove (919) è il numero naturale dopo il 918 e prima del 920.

## Proprietà matematiche
- È un numero dispari.
- È un numero primo permutabile (si può, infatti, permutare con il 991, un altro numero primo).
- È un numero primo di Chen (921 = 3 x 307).
- È un numero primo cubano.
- È il 18° numero esagonale centrato.
- È un numero palindromo nel sistema numerico decimale.
- È parte della terna pitagorica (919, 422280, 422281).

## Astronomia
- 919 Ilsebill è un asteroide della fascia principale.
- NGC 919 è una galassia spirale della costellazione dell'Ariete.

## Astronautica
- Cosmos 919 è un satellite artificiale russo.